# 大南町
大南町（だいなんちょう）は、かつて大分県大分郡にあった町である。

## 概説
1963年3月10日に、大分市、鶴崎市、大分郡大分町、北海部郡大在村、同坂ノ市町と合併（新設合併）し、新たに大分市となった。
旧大南町は、現在の大分市の中では南部にあたり、大南地区と呼ばれている。大南地区には、大分市役所の支所として大南支所が設置されている。大南支所は、1927年（昭和2年）に戸次町役場として建設された旧大南町役場の庁舎を使用していたが、1973年（昭和48年）8月5日に約200m大分寄り（大分市大字中戸次4540番地の1）に新築移転。さらに、2011年（平成23年）3月22日に大南市民センター（大分市大字中戸次5115番地の1）内に移転している。

## 歴史
- 1889年（明治22年）4月1日 - 町村制施行により、戸次（へつぎ）村、判田（はんだ）村、河原内（かわらうち）村、竹中（たけなか）村、吉野（よしの）村が発足する。
- 1907年（明治40年）4月1日 - 河原内村・竹中村が合併（新設合併）し、新たに竹中村となる。
- 1921年（大正10年）1月1日 - 戸次村が町制施行し、戸次町となる。
- 1941年（昭和16年）10月1日 - 豊肥線列車脱線転落事故が発生[3]。
- 1954年（昭和29年）3月31日 - 戸次町、判田村、竹中村、吉野村が合併（新設合併）し、大南町が発足する。
- 1963年（昭和38年）3月5日 - 大野郡大野町大字安藤の一部を編入する。
- 1963年（昭和38年）3月10日 - 大分市、鶴崎市、大分町、大在村、坂ノ市町と合併（新設合併）し、新たに大分市となったため消滅する。

## 交通
※消滅直前のデータ

### 鉄道
- 日本国有鉄道（国鉄）
  - 豊肥本線：中判田駅 - 竹中駅

## 主な出身者
- 南こうせつ(旧：竹中村)